# Burni Gajah (berg i Indonesien, lat 4,30, long 97,53)
Burni Gajah är ett berg i Indonesien.   Det ligger i provinsen Aceh, i den västra delen av landet, 1 600 km nordväst om huvudstaden Jakarta. Toppen på Burni Gajah är 858 meter över havet, eller 53 meter över den omgivande terrängen. Bredden vid basen är 0,26 km.
Terrängen runt Burni Gajah är bergig söderut, men norrut är den kuperad. Trakten runt Burni Gajah är nära nog obefolkad, med mindre än två invånare per kvadratkilometer. I omgivningarna runt Burni Gajah växer i huvudsak städsegrön lövskog.